# سوآنزکامب
سوآنزکامب (به انگلیسی: Swanscombe) یک روستا در بریتانیا است که در Swanscombe and Greenhithe واقع شده‌است. سوآنزکامب ۶٬۳۰۰ نفر جمعیت دارد.